# عدة تطوير جافا المفتوحة
عدة تطوير جافا المفتوحة (بالإنجليزية: openJDK)‏ هو تطبيق حر مفتوح المصدر لمنصة جافا الإصدار القياسي. هو نتيجة لجهد بدأت به شركة صن مايكروسيستمز في عام 2006 وتم تنفيذ الرخص بموجب تراخيص جنو العمومية مع بعض الاستثناءات في الربط. ومن الأمور التي لا تنتمي لهذه الاستثناءات هي مكتبات جافا فهي خاضعة لشروط وتراخيص جنو.

## وصلات خارجية
- اوبن جي دي كي على موقع Open Hub (الإنجليزية)
- اوبن جي دي كي على موقع Free Software Directory (الإنجليزية)